# De Gieser Wildeman
De Gieser Wildeman is een restaurant in Noordeloos in de Nederlandse provincie Zuid-Holland Het werd geopend in 1994 door René Tichelaar en Danny Dwarswaard. De eetgelegenheid heeft sinds 2006 een Michelinster.

## Locatie
De eetgelegenheid is gevestigd in de Zuid-Hollandse plaats Noordeloos, in een boerderij aan rivier De Giessen. Het pand is een rijksmonument en stamt uit midden 19e eeuw. Het is een voormalig boerderij met rieten zadeldak, met aan de voorzijde een IJsselstenen puntgevel.

## Geschiedenis

### Achtergrond
Chef-kok René Tichelaar kende geen harmonieuze middelbareschooltijd, maar op de koksschool veranderde zijn instelling. Hij rondde de vierjarige opleiding in slechts drie jaar af. In die jaren had hij bijbaantjes op de markt en later in een snackbar. Later liep Tichelaar onder meer stage bij een studentensociëteit in Rotterdam, waar hij leerde koken in enorme hoeveelheden. Sommelier Danny Dwarswaard was fanatiek sporter en volgde daarom een opleiding tot sportleraar. Toen hij na het afstuderen moeizaam aan werk kon komen, belandde Dwarswaard per toeval in de horeca. Hij ontwikkelde zich autonoom en volgde later verschillende opleidingen, zoals de vinologenopleiding.

### Opening
Medio 1993 hebben René Tichelaar en Danny Dwarswaard het voormalige restaurant De Boterhoeve overgenomen van ondernemer Anton Dijk. Deze zaak was sinds eind jaren 70 gevestigd in het gebouw. Na een verbouwing opende het duo in oktober 1994 restaurant De Gieser Wildeman. De naam is afkomstig van de gelijknamige soort peer, die veel gebruikt wordt om stoofperen te maken.

### Erkenning
De eetgelegenheid werd in 2006 onderscheiden met een Michelinster. In 2024 kende GaultMillau kende het restaurant 15 van de 20 punten toe. De Nederlandse restaurantgids Lekker heeft de eetgelegenheid ook al jaren hoog in hun top 100 staan. Vanaf 2020 staat de zaak op verschillende plaatsen in de top 20. In 2020 stond het restaurant op de 48ste plek van beste zaken in Nederland en de hoogste notering was in 2023 met plaats 43.